# Aísa (Marruecos)
Aísa (en árabe: عيسى الخلوفي‎) es una localidad marroquí del municipio de Jalúa, en la región de Tánger-Tetuán-Alhucemas. Desde 1912 hasta 1956 perteneció a la zona norte del Protectorado español de Marruecos.